# Se fondre
Pour plus de détails, voir Fiche technique et Distribution.
Se fondre est un film québécois scénarisé et réalisé par Simon Lavoie sorti en 2023 et mettant en vedette Jean-François Casabonne dans le rôle de matricule 973.

## Synopsis
Un prisonnier, identifié comme « matricule 973 », voit les autres détenus de la prison mourir les uns après les autres dans des circonstances étranges (assis sur les toilettes de leur cellule). À 55 ans, il est le plus jeune de ces prisonniers politiques condamnés à perpétuité qui sont gardés par des geôliers unilingues anglophones. 
Reniant ses convictions politiques indépendantistes, il obtient une libération conditionnelle. À sa sortie, il ne reconnaît plus sa ville et plus personne ne parle sa langue. Il y rencontre cependant un groupe de résistants qui s'intéressent à lui.

## Fiche technique
Source : IMDb et Films du Québec
- Titre original : Se fondre
- Réalisation et scénario : Simon Lavoie
- Musique : Jean L'appeau
- Direction artistique : Patrick Binette
- Costumes : Ester Lavoie Fialova
- Maquillage et coiffure : Nancy Veilleux
- Photographie : Simran Dewan
- Son : Kyel Loadenthal, Pablo Villegas, Patrice Leblanc, Gordon Neil Allen
- Montage : Nicolas Roy, Simon Lavoie
- Effets spéciaux : Marc Hall
- Production : Simon Lavoie
- Société de production : 9469-7935 Québec inc
- Société de distribution : K-Films Amérique
- Budget : 500 000 $ CA
- Pays de production :  Canada
- Tournage : à la prison de Sorel
- Langue originale : français
- Format : couleur — 16 mm — 1,66:1
- Genre : drame d'horreur, fable politique
- Durée : 112 minutes
- Dates de sortie :
  - Canada : 23 février 2024 (première lors de la 42e édition des Rendez-vous Québec Cinéma)[2]
  - Canada : 28 juin 2024 (sortie en salle au Québec)
- Classification :
  - Québec : 13 ans et plus[3]

## Distribution
- Jean-François Casabonne : matricule 973
- Pierre Curzi : détenu
- Fayolle Jean : détenu
- Louise Laprade : détenue
- Luc Morissette : détenu
- Guy Thauvette : détenu
- Pascale Bussières : cheffe des résistants
- Sébastien Ricard : adjoint de la cheffe
- Joseph Bellerose (en) : politicien
- Anna Maguire : infirmière
- Jean Marchand : juge
- David Strasbourg : milicien
- Victor Andres Trelles Turgeon (en) : milicien
- Ian Cloutier : milicien
- Jérémie Beaulieu : jeune pêcheur
- Simon Beaulieu : père du jeune pêcheur
- Josée Malenfant : mère du jeune pêcheur
- Steve Berthelotte : gardien
- Steve Verrier : gardien
- Monique Gosselin : préposée à l'entretien
- Mathieu Dufresne : cadre de la prison
- Stéphane Jacques : médecin de la prison
- Olivier Turcotte : infirmier de la prison